# Pernille L. Stenby
Pernille L. Stenby (født 7. april 1991[kilde mangler]) er en dansk fantasyforfatter. Hun har en bachelor som naturhistorisk konservator på Det kongelige danske kunstakademis skoler for arkitektur, design og konservering, konservatorskolen.[kilde mangler] Ved siden af forfatterskabet arbejder hun som selvstændig fugletaxidermist.

## Inspiration
Ifølge forlaget Ulven og Uglen har Stenby haft passion for fantasygenren hele sit liv, "hvor Tamora Pierce og Dragonlance-serien lagde de første byggesten."